# Blanca Fernández Morena
Blanca Pilar Fernández Morena (6 de febrer de 1972) és una treballadora social i política espanyola del Partit Socialista Obrer Espanyol (PSOE), diputada a les viii i ix legislatures de les Corts de Castella-la Manxa. Fernández Morena és l'actual consellera d'igualtat i portaveu de la Junta de Comunidades de Castilla-La Mancha.

## Biografia

### Primers anys
Nascuda el 6 de febrer de 1972, va estudiar Treball Social a Conca. Va exercir el càrrec d'alcaldessa de Porzuna entre 2001 i 2008.

### Diputada regional

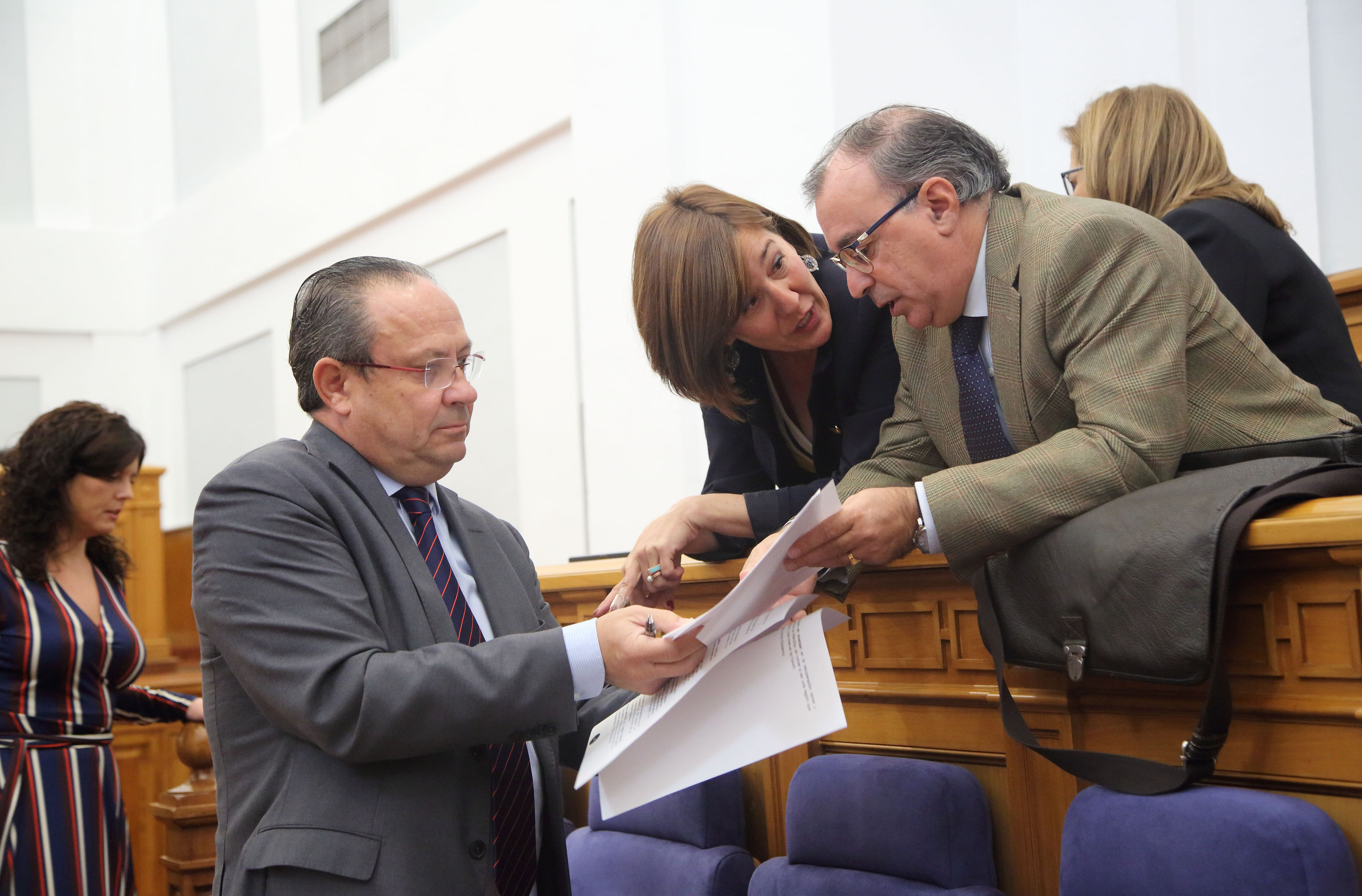
Departint en seu parlamentària amb el conseller Juan Alfonso Ruiz Molina i amb el diputat Emilio Sáez (2017).

Candidata al segon lloc de la llista del PSOE a Ciudad Real per a les eleccions a les Corts de Castella-la Manxa de 2011 encapçalada per Nemesio de Lara, va ser elegida diputada de la vuitena legislatura del Parlament regional, en la qual va exercir la secretaria segona de la mesa de la cambra. Secretària d'Organització del PSOE a Ciudad Real, va ser reelegida a les eleccions de 2015, i, amb la reestructuració del Grup Parlamentari Socialista a la ix legislatura, es va convertir en la nova portaveu del grup, en substitució de José Luis Martínez Guijarro.